# Koryfí (Tríkala)
Koryfí (grec moderne : Κορυφή) est une localité située dans le dème de Pýli, dans le district régional de Tríkala, dans la périphérie de Thessalie, en Grèce.
Selon le recensement de 2021, elle compte 60 habitants.